# Saxdalen
Saxdalen, före 1948 Rävvåla, är en tätort i Ludvika kommun, 15 km väster om Ludvika. Saxdalen ligger vid länsväg W 604 mellan Grängesberg och Sunnansjö. Samhället är beläget vid sjön Saxen och omgivet av tre berg: Saxberget i söder, Låsberget i norr och Stackarberget i öster.
Byn är både långsträckt och vidsträckt och delas därför in i bydelarna Norrbyn, Mellanbyn, Sörbyn samt Nävbacken i väster och Malbacken i öster.

## Historia
Rävvåla är känt från 1620-talet. Där byggdes 1634 en hytta för framställning av tackjärn. Hyttan var i bruk till 1865 då den blåstes ner (stängdes) som en följd av den stora hyttdöden i Bergslagen efter 1850.
I skogsområdet Långfalla på Saxberget väster om Rävvåla hittade man en gruvfyndighet 1879. Malmen innehöll bl.a. bly, zink, koppar, silver och guld men också lite järn (magnetit). Det gjorde att malmfyndigheten kunde upptäckas med hjälp av en kompass. I början av 1880-talet började brytning i större skala i Långfallsgruvan. Då startade Rävvålas ”storhetstid”.
Malmen fraktades under en tid med en två kilometer lång linbana från Långfallsgruvan till ett anrikningsverk i Rävvåla by. Där lastades den på pråmar som drogs av ångbåten Tyr, över sjöarna Saxen och Väsman till Ludvika.
Den första skolbyggnaden hade byggts 1858 eller 1859 men barnantalet i byn ökade och nya skolor byggdes sedan 1902 och 1915. 2016 beslutade Ludvika kommun att lägga ner skolan .

### Befolkningsutveckling
År 1995 räknade SCB ett område norr om Saxdalen som separat småort. 
| Befolkningsutvecklingen i Saxdalen 1960–2020 | Befolkningsutvecklingen i Saxdalen 1960–2020 | Befolkningsutvecklingen i Saxdalen 1960–2020 | Befolkningsutvecklingen i Saxdalen 1960–2020 | Befolkningsutvecklingen i Saxdalen 1960–2020 |
| -------------------------------------------- | -------------------------------------------- | -------------------------------------------- | -------------------------------------------- | -------------------------------------------- |
|                                              |                                              |                                              |                                              |                                              |
| År                                           |                                              |                                              | Folkmängd                                    | Areal (ha)                                   |
| 1960                                         | 1960                                         |                                              | 636                                          |                                              |
| 1965                                         | 1965                                         |                                              | 560                                          |                                              |
| 1970                                         | 1970                                         |                                              | 606                                          |                                              |
| 1975                                         | 1975                                         |                                              | 653                                          |                                              |
| 1980                                         | 1980                                         |                                              | 711                                          |                                              |
| 1990                                         | 1990                                         |                                              | 704                                          | 174                                          |
| 1995                                         | 1995                                         |                                              | 615                                          | 176                                          |
| 2000                                         | 2000                                         |                                              | 617                                          | 176                                          |
| 2005                                         | 2005                                         |                                              | 615                                          | 176                                          |
| 2010                                         | 2010                                         |                                              | 604                                          | 175                                          |
| 2015                                         | 2015                                         |                                              | 620                                          | 181                                          |
| 2020                                         | 2020                                         |                                              | 638                                          | 217                                          |
|                                              |                                              |                                              |                                              |                                              |

## Kända personer från Saxdalen
- Bengt Emil Johnson